# AFH-NETwork東京
AFH-NETwork東京は、東京を本拠として活動していた伝説的な草の根BBS。創設者はシスオペあっぷることAFH-APPLE68k。
なお、よく「AFH-Network東京」と記述する人がいるが、正確には「AFH-NETwork東京」である。兄弟BBSとして一時AFH-NETwork大阪も存在した。(1年程度の短い期間のみ)
そもそもAFH-APPLE68kがいまや伝説となったX68000を購入後、ゲーム関係の草の根BBSが無いということで「遊び心」からゲーム専門BBSとして開設したのがきっかけ。
当時、ゲーム専門ネットは少なからず存在していたが、いずれもゲームメーカーや関連会社が運営しているため内容や会員が偏っており、それが許せなかったという事を後に公表している。
このBBSが全国区クラスの草の根BBSとなった理由は、X68000という機種を使用したホスト運営だったため、またゲームに特化したBBSであったということから、X68000を用いた画像、音楽、ゲームの発表の場として活動の幅を広げていったことにある。また同時に全国のクリエータたちが集まってきたことにあった。
また、当時AFH-APPLE68kがBBSにて発表されたX68000専用音楽ファイル「MDX」の完成度の高さは日本でも有数といわれ、またその緻密で繊細な楽曲作成能力から、「PCM8」と呼ばれるX68000においてPCM音源の同時複数発音を行うことが可能となるドライバ作成時には、そのお手本となるデータが作成され、AFH-NETwork東京限定で配布されたほどである。
また、開設2年ほどで会員が1,000人規模となったことや、またメーカーにとらわれないゲーム専門BBSと言うこともあり、いくつかのゲーム機の開発サポート的な役割を果たしたことや、またゲーム機の音楽をBBSとして担当したという、他のBBSでは見られない活動も行われていた。
しかし開設から4年、会員が1,500人を超えたところで突然AFH-APPLE68kがシスオペを引退することを発表、当時サブオペといわれた副代表にその座を譲ったが、「シスオペあっぷる」のカリスマ性に惹かれていた会員がその大半を占めていたこともあり、シスオペ変更後3ヶ月程度で実質的に消滅といった形となり、最終的には1年後に閉鎖となった。
結果としてBBSにおいて発表の場を求めたクリエータたちが、現在もそれぞれの分野の第一線級で活躍していることや、AFH-APPLE68kが持つカリスマ性、また突然の引退、閉鎖といったことから、未だに伝説化されている草の根BBSといわれている。